# Plestia iphigeneia
Plestia iphigeneia är en insektsart som beskrevs av Ronald Gordon Fennah 1950. Plestia iphigeneia ingår i släktet Plestia och familjen Ricaniidae. Inga underarter finns listade i Catalogue of Life.